# عوض الناشری
عوض الناشری (عربی: عوض الناشري؛ زادهٔ ۱۵ مارس ۲۰۰۲) بازیکن فوتبال اهل عربستان سعودی است.
وی همچنین در تیم‌های ملی فوتبال زیر ۲۳ سال عربستان سعودی و عربستان سعودی بازی کرده‌است.